# Bioskepp
Ett bioskepp är vanligtvis en typ av rymdfarkost inom science fiction. Farkosten består helt delvis av delar från levande organismer i stället för metaller och har oftast därmed ett levande utseende. Vanligt förekommande är även kraftiga vapen eller en kraftig anatomi vilket gör farkosten svår att besegra i strid. Vanligtvis kan den även reparera sig själv om den skadats. Det händer även att vissa av farkosterna har ett eget medvetande.

## I tryck
- I Marvelserierna om Sidri och Acanti används en rymdskeppsliknande varelse för rymdfärder.
- Rasen Yuuzhan Vong i Star Wars: Expanded Universe använder skepp av korall.
- Teenage Mutant Ninja Turtles Adventures och Mutanimals: Koslickan Cudley[1] och Malignas bikupsvärld.[2]

## Film och TV
- Rymdskeppet USS Voyager i Star Trek: Voyager har ett organiskt nätverk, liknande levande nerver.
- Art 8472 i Star Trek flyger bioskepp som har kraft att förinta hela planeter.
- Lexx från TV-serien med samma namn är en vinglös trollslända, stor som Manhattan och med kraft att spränga planeter.
- Ubåten Seaquest DSV 4600 har ett skrov av levande skinn.
- TARDIS i serien Doctor Who är odlad och därför levande. På grund av ett fel har den fastnat i formen av en engelsk poliskiosk.

### Fotnoter
1. ↑  ”TMNT Adventures #7” (på engelska). Miragelicensing. 1 december 1989. Arkiverad från originalet den 27 september 2015. https://web.archive.org/web/20150927040915/http://miragelicensing.com/comics/archie/07/07.htm. Läst 15 september 2014.
2. ↑  ”Mighty Mutanimals Mini-Series #2” (på engelska). Miragelicensing. juni 1991. Arkiverad från originalet den 24 november 2010. https://web.archive.org/web/20101124024506/http://miragelicensing.com/comics/archie/mutanimals/miniseries/02/02.htm. Läst 15 september 2014.